# Gustav Ermecke
Gustav Peter Ermecke (* 28. Februar 1907 in Hörde, Grafschaft Mark; † 17. Februar 1987 in Witten, Westfalen) war ein deutscher römisch-katholischer Moraltheologe und Sozialethiker.

## Leben
Ermecke besuchte das Bismarck-Realgymnasium in Dortmund und studierte ab 1926 an der Rheinischen Friedrich-Wilhelms-Universität Bonn Romanistik und Anglistik, ab 1927 zudem Rechtswissenschaft. 1929 wurde er in Bonn zum Dr. phil. promoviert. Er trat 1932 in das Leokonvikt des Erzbistums Paderborn und studierte an der Erzbischöflichen Philosophisch-Theologischen Akademie. 1933 wurde er an der Westfälischen Wilhelms-Universität zum Dr. iur. utr. promoviert. Am 28. März 1936 empfing er im Paderborner Dom die Priesterweihe. Nach seiner Kaplanszeit wurde er 1939 Zweiter Studienpräfekt am Leoninum. Während dieser Zeit wurde er in Münster zum Dr. theol. promoviert. Unter dem neuen Paderborner Erzbischof Lorenz Jaeger wurde er 1941 erzbischöflicher Kaplan und Geheimsekretär. 1945 erhielt er einen Ruf auf den Lehrstuhl für Moraltheologie und Sozialethik an der Paderborner Akademie. 1975 wechselte er auf den Lehrstuhl für Christliche Gesellschaftslehre an die Ruhr-Universität Bochum. Er gilt als später Vertreter der neuscholastischen Moraltheologie, die er bis in die Zeit nach dem Zweiten Vatikanischen Konzil vertrat.
Ermecke war Ehrendomherr, Päpstlicher Ehrenprälat, Peritus der Kongregation für die Glaubenslehre und Mitglied der Päpstlichen Römischen Theologischen Akademie. Er war Mitglied der katholischen Studentenverbindungen KDStV Ripuaria Bonn (seit 1926), der Forstakademischen Verbindung Rheno-Guestfalia (Hann. Münden) zu Göttingen sowie der VKDSt Saxonia Münster, alle drei im CV. Mitte der 1950er Jahre stand er an der Spitze der erbitterten Kampagne gegen die Mensur.

## Veröffentlichungen
- Das Wesen der sprachlichen Abstrakta und ihre Bildung durch Suffixe im Romanischen nebst einem Hinweis auf den Einfluß dieser Art Suffix-Bildung auf das Englische und Deutsche. Pöppinghaus, Langendreer 1929 (Bonn, Univ., Diss., 1929 [1930]).
- Oeffentlich-rechtliche Beschränkungen der Vertragsfreiheit im deutschen Reichsrecht. Pöppinghaus, Langendreer 1929 (Münster, Univ., Diss., 1933).

- Die natürlichen Seinsgrundlagen der christlichen Ethik. Bonifacius-Druckerei, Paderborn 1941 (Münster, Univ., Diss., 1941).

- Der Familiarismus als Ordnungsidee und Ordnungsideal des sozialen Lebens, Schöningh, Paderborn 1947.
- Das Sozialapostolat, Schöningh, Paderborn 1952.
- Zur ethischen Begründung der Todesstrafe heute, Schöningh, Paderborn 1959.
- Die soziale Bedeutung des geistigen Eigentums, Vahlen, Berlin 1963.
- Pressefreiheit und Presseverantwortung, Schöningh, Paderborn 1965.
- Christliche Politik, Utopie oder Aufgabe? Bachem, Köln 1966.
- Familienpolitik als nationale Aufgabe. Badenia Verlag, Karlsruhe 1968 (Veröffentlichungen der Katholischen Akademie der Erzdiözese Freiburg; 8).

- Beiträge zur Christlichen Gesellschaftslehre, Bonifacius, Paderborn 1977 ISBN 3-87088-165-8.
- Sein Leben in Christus: über die Seinsgrundlagen der katholischen Moraltheologie. Schöningh, Paderborn 1985, ISBN 3-506-72223-9.

## Herausgeber
Mit Joseph Mausbach war Ermecke Herausgeber und Bearbeiter von:
- Katholische Moraltheologie. Bd. 1. Die allgemeine Moral. Die Lehre von den allgemeinen sittlichen Pflichten der Nachfolge Christi zur Gleichgestaltung mit Christus und zur Verherrlichung Gottes in der Auferbauung seines Reiches in Kirche und Welt, Aschendorff,  9. Auflage, Münster 1959, 444 S.
- Katholische Moraltheologie. Bd. 2. Der irdische Pflichtenkreis. Die Lehre von der sittlichen Pflichten des Apostolates zur Auferbauung des Reiches Gottes in Kirche und Welt, Aschendorff, 10. Auflage, Münster 1961
- Katholische Moraltheologie. Bd. 2. Die spezielle Moral, Aschendorff, 11. Auflage, Münster 1998, ISBN 3402034883